# Djungeltrumman
Djungeltrumman är en svensk gratistidning och webbplats med inriktning på nöje, kultur, klubbliv, uteliv m.m. Tidningen startades i Göteborg 2001 av Jesper Strömqvist och Jens Waern, med fokus på att guida till stadens klubbliv. 2007 blev mediekoncernen Stampen (företagsgrupp) delägare och bevakningsområdet utökades därefter under en tid med Stockholm och Malmö. Sedan 2017 ägs Djungeltrumman av Nöjesguiden och idag bevakar man återigen bara Göteborg, men numera med ett brett populärkulturellt fokus.
Papperstidningen kommer ut 11 gånger om året och distribueras via exempelvis butiker, caféer, restauranger samt  tidningsställ i centrala Göteborg med omnejd. Tidningen arrangerar även egna event, till exempel Djungeltrumman Sessions.